# مارگارت ابوت
مارگارت آیوز ابوت (انگلیسی: Margaret Ives Abbott؛ ۱۵ ژوئن ۱۸۷۸ – ۱۰ ژوئن ۱۹۵۵) گلف‌باز آماتور اهل آمریکا بود. او نخستین زن آمریکایی بود که توانست قهرمان المپیک شود. این قهرمانی در بخش رقابت انفرادی گلف زنان به دست آمد اما ابوت هرگز این موضوع را نفهمید. المپیک تابستانی ۱۹۰۰ نخستین دورهٔ این بازی‌ها بود که زنان توانستند در پنج ورزش شرکت کنند. ابوت و مادرش طی سفری که به پاریس داشتند، تصمیم گرفتند تا در این تورنمنت ثبت‌نام کنند. او با ۴۷ ضربه اول شد و مادرش در ردهٔ هفتم قرار گرفت. او نمی‌دانست که این تورنمنت یکی از رقابت‌های بازی‌های المپیک نوین است و به‌جای مدال طلای المپیک، کاسهٔ چینی طلاکاری‌شده را دریافت کرد. پائولا ولش، استاد دانشگاه فلوریدا در دههٔ ۱۹۷۰ عکس ابوت را به‌عنوان قهرمان المپیک دید و تصمیم گرفت تا دربارهٔ زندگی وی تحقیق کند. ابوت تا آن زمان چهرهٔ چندان شناخته‌شده‌ای نبود و خانواده‌اش نیز از قهرمانی وی در المپیک خبر نداشتند.
ابوت در سال ۱۸۷۸ در شهر کلکته، در هند به دنیا آمد و در سال ۱۸۸۴، او و خانواده‌اش به شیکاگو نقل‌مکان کردند. ابوت عضو شیکاگو گلف کلاب در ویتون شد و چارلز بی. مک‌دونالد و اچ.جی. ویگام مربیان وی بودند. ابوت و مادرش در سال ۱۸۹۹ به پاریس سفر کردند تا او بتواند در رشتهٔ هنر تحصیل کند. او در دسامبر ۱۹۰۲ با فینلی پیتر دان، نویسندهٔ آمریکایی ازدواج کرد. این زوج بعداً به نیویورک نقل‌مکان کردند و چهار فرزند داشتند که فیلیپ دان یکی از آن‌ها بود. ابوت در سال ۱۹۵۵، در سن ۷۶ سالگی درگذشت. نیویورک تایمز در سال ۲۰۱۸ آگهی ترحیم دیرهنگام وی را منتشر کرد.

## زندگی‌نامه و حرفه

### اوایل زندگی
مارگارت آیوز ابوت در ۱۵ ژوئن ۱۸۷۸ در شهر کلکته در هند، از مادری به نام ماری پرکینز آیوز ابوت و پدری به نام چارلز آیوز ابوت زاده شد. پدرش یکی از بازرگانان ثروتمند آمریکایی بود که در سال ۱۸۷۹ درگذشت. پس از مرگ پدرش، او به‌همراه مادر و خواهر–برادرهایش به بوستون نقل‌مکان کرد. در سال ۱۸۸۴، زمانی که مادر ابوت ویراستار ادبی شیکاگو هرالد شد، اعضای خانواده به شیکاگو رفتند.
در اواخر قرن نوزدهم میلادی، زنان برای شرکت در ورزش‌های مختلف محدود بودند. باشگاه‌های گلف تنها در صورتی به زنان اجازهٔ بازی می‌دادند که مردی آن‌ها را همراهی می‌کرد. ابوت و مادرش بازی گلف را در شیکاگو گلف کلاب که در ویتون، در حومهٔ شیکاگو قرار داشت، آغاز کردند. چارلز بی. مک‌دونالد و اچ. جی. ویگام، گلف‌بازهای آماتور از مربیان وی بودند. ابوت و مک‌دونالد به‌طور مشترک در تورنمنتی که در سال ۱۸۹۷ در واشینگتن پارک برگزار می‌شد، شرکت کردند. ابوت توانست در چندین تورنمنت محلی پیروز شود و تا سال ۱۸۹۹، هندی‌کپ او ۲ بود. از ابوت به‌عنوان «رقیبی سرسخت» یاد می‌شد و به داشتن «بک‌سوئینگ‌های عالی» معروف بود. در همان سال، او و مادرش به پاریس سفر کردند. مادرش تحقیق کرد و یک کتاب راهنمای سفر به نام پاریس یک زن: کتاب راهنمای زندگی روزمره در پایتخت فرانسه (۱۹۰۰) نوشت و مارگارت نیز در کنار اگوست رودن و ادگار دگا هنر آموخت.

### بازی‌های المپیک پاریس

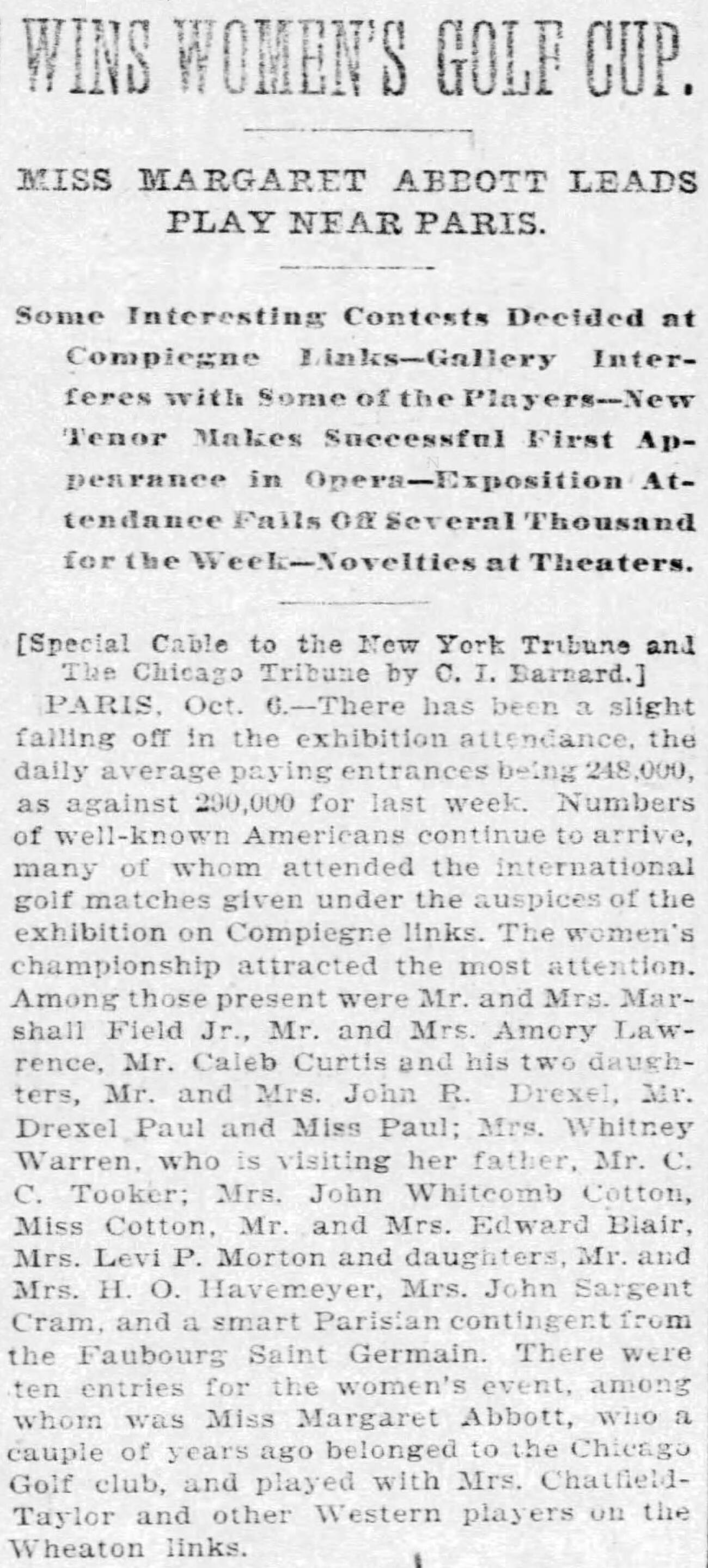
مقاله‌ای دربارهٔ پیروزی ابوت که در شمارهٔ ۷ اکتبر ۱۹۰۰ شیکاگو تریبون چاپ شد

بازی‌های المپیک تابستانی ۱۹۰۰، دومین دورهٔ بازی‌های المپیک نوین بود که بین ماه‌های مه و اکتبر ۱۹۰۰، به میزبانی پاریس برگزار شد. پیر دو کوبرتن، بنیان‌گذار المپیک، در اصل این بازی‌ها را برای مردان طراحی کرده بود. با این حال، زنان در المپیک ۱۹۰۰ اجازه داشتند که در پنج ورزش گلف، تنیس، قایق‌رانی بادبانی، روئینگ و سوارکاری شرکت کنند. از میان ۹۹۷ ورزشکار شرکت‌کننده، ۲۲ نفر زن بودند. برای این دوره از رقابت‌ها که  تجهیزات مناسبی نداشت، مراسم افتتاحیه و اختتامیه برگزار نشد و شامل ورزش‌هایی مانند طناب‌کشی، بادبادک‌پرانی، بالون‌سواری هوای گرم و تیراندازی به کبوتر زنده بود. رقابت‌های گلف در این المپیک، در دو بخش مجزا برای مردان و زنان برنامه‌ریزی شده بود. رقابت زنان در ۹ سوراخ که در فاصله‌های ۶۲ تا ۲۱۰ متری قرار داشتند، برگزار شد و رقابت مردان ۳۶ سوراخی بود. رقابت زنان در ۱۴ اکتبر در کومپین، در ۴۸ کیلومتری شمال پاریس برگزار شد.
زمان برگزاری این دوره از بازی‌های المپیک مصادف با نمایشگاه پاریس ۱۹۰۰ بود. به‌همین خاطر، برخی معتقد بودند که نمایشگاه جهانی این رویداد را تحت‌الشعاع قرار داده‌است. گلف ایلاستریتد از المپیک ۱۹۰۰ به‌عنوان رویدادی یاد کرد که به نمایشگاه پاریس مرتبط بود. این رویداد به‌جای رقابت المپیک، «رقابت نمایشگاه» یا «رقابت جشنوارهٔ جهانی پاریس» نامیده می‌شد. بیل مالون، تاریخ‌نگار بازی‌های المپیک بعدها گفت: «بسیاری از رقابت‌های سال ۱۹۰۰ به‌عنوان ورزش نمایشی در نظر گرفته شدند. خیلی سخت است که بگوییم چه ورزش‌هایی المپیکی بودند و چه ورزش‌هایی المپیکی نبودند.» بنابر گفتهٔ مالون، بسیاری از ورزشکاران نمی‌دانستند که در بازی‌های المپیک شرکت کرده‌اند.
ابوت از طریق اطلاعیهٔ روزنامه متوجه برگزاری تورنمنت گلف زنان شد. او تصمیم گرفت تا از درس فاصله بگیرد و در این مسابقه ثبت‌نام کند. او توانست با ۴۷ ضربه برندهٔ این رقابت شود. پائولین ویتیر با ۴۹ ضربه دوم شد. ماری ابوت نیز در این مسابقه شرکت کرد و با امتیاز ۶۵ در ردهٔ هفتم قرار گرفت. ده شرکت کننده در این رقابت با دامن‌های بلند بازی کردند و کلاه به سر داشتند. طبق گفته‌های ابوت، علت برنده شدن او این بود که «ظاهراً همهٔ دخترهای فرانسوی ماهیت بازی برنامه‌ریزی‌شده در آن روز را اشتباه متوجه شده بودند و با کفش‌های پاشنه‌بلند و دامن‌های تنگ حاضر شده بودند.» بابت این موفقیت، به او یک کاسهٔ چینی مزین به طلا اهدا شد. اگرچه چند تورنمنت دیگر در آن المپیک دارای مدال‌های نقره و برنز بودند اما هیچ مدال طلایی برای مسابقهٔ گلف داده نشد. پیروزی ابوت در شیکاگو تریبون گزارش شد.

### ازدواج و اواخر زندگی

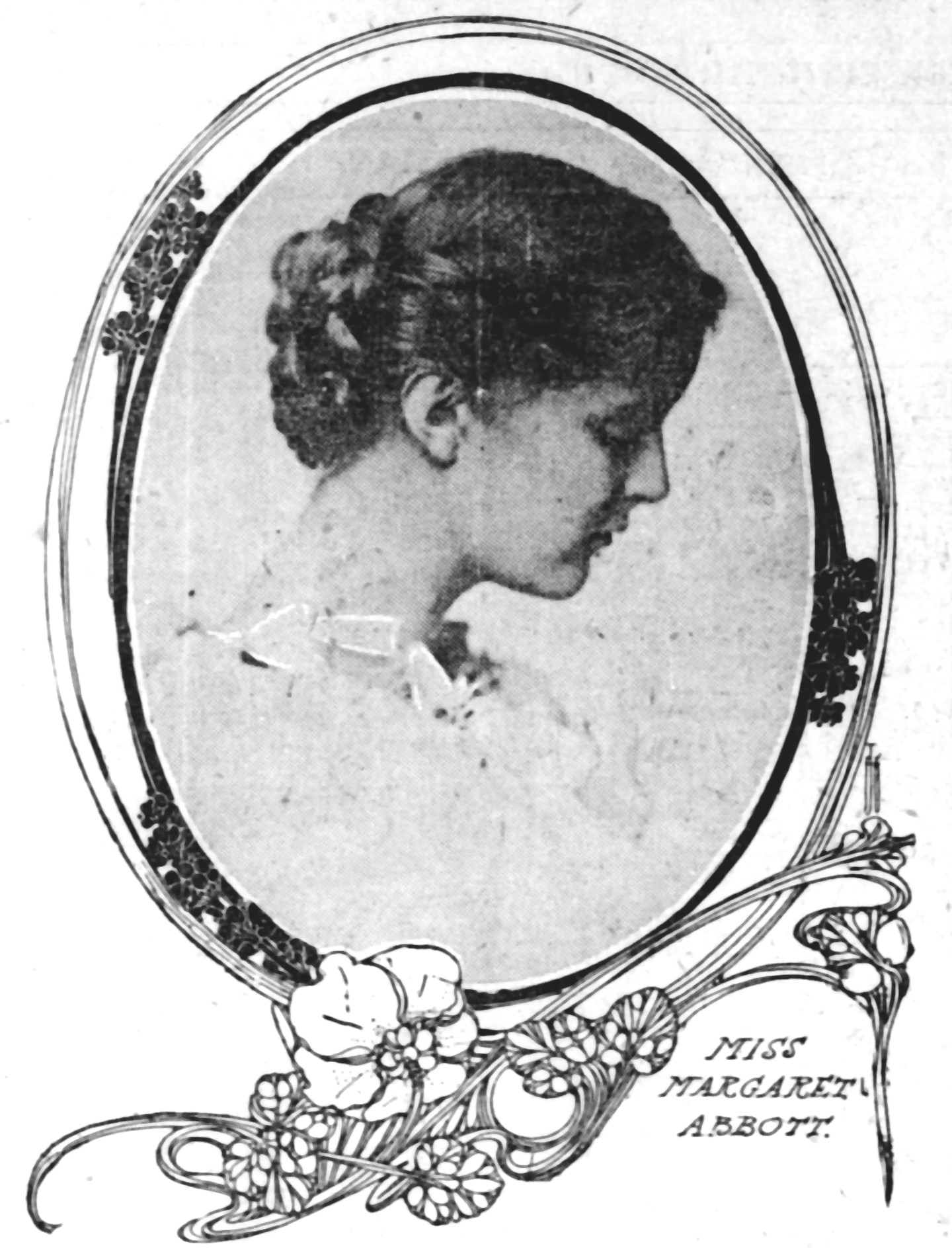
تصویری از ابوت که در شمارهٔ ۲۸ نوامبر ۱۹۰۲ شیکاگو تریبون منتشر شد

ابوت در پاریس ماند و پیش از بازگشت به آمریکا توانست برندهٔ فمینا کاپ شود. در ۹ دسامبر ۱۹۰۲، ابوت با فینلی پیتر دان، نویسندهٔ آمریکایی ازدواج کرد. به گزارش شیکاگو تریبون، اگرچه مراسم عروسی آن‌ها «به آرامی و با کمترین نمایش ممکن برگزار شد» اما این زوج تلگراف‌هایی را از «ده‌ها … چهرهٔ سرشناس ادبی»، از جمله آرتور کانن دویل دریافت کردند. آن‌ها بعداً در نیویورک ساکن شدند. این زوج چهار فرزند داشتند که فیلیپ دان یکی از آن‌ها بود. ابوت به‌دلیل آسیب‌دیدگی زانو ناشی از تصادف در دوران کودکی، در بسیاری از تورنمنت‌ها شرکت نکرد. سوابق ابوت که به باشگاه شیکاگو گلف مرتبط بود، به‌علت آتش‌سوزی این باشگاه در سال ۱۹۱۲ از بین رفت. ابوت در ۱۰ ژوئن ۱۹۵۵، در سن ۷۶ سالگی در گرینویچ درگذشت.

## میراث
ابوت هرگز نفهمید که در المپیک شرکت کرده و نخستین زن آمریکایی است که قهرمان رقابت المپیک شده‌است. او تا دههٔ ۱۹۷۰ چهرهٔ چندان شناخته‌شده‌ای نبود، تا اینکه پائولا ولش، استاد دانشگاه فلوریدا و عضو هیئت مدیرهٔ المپیک در سال ۱۹۷۳ عکس این گلف‌باز را به‌عنوان قهرمان المپیک دید و درمورد زندگی‌اش تحقیق کرد. ولش یک دهه را صرف بررسی مقاله‌های روزنامه‌هایی کرد که به موفقیت‌های وی در مسابقه‌های مختلف گلف اشاره می‌کردند. او در اواسط دههٔ ۱۹۸۰ با فیلیپ، پسر ابوت تماس گرفت و او را از پیروزی مادرش در المپیک مطلع کرد. ولش در تحلیل دلایل گمنامی وی گفت: «آن موقع پوشش [خبری] را که امروز داریم، نداشتیم … او برگشت. او ازدواج کرد. او خانواده‌اش را گرداند. او کمی گلف بازی کرد اما آن را به‌طور جدی در تورنمنت‌ها دنبال نکرد.»
فیلیپ در سال ۱۹۸۴ برای گلف دایجست نوشت: «همیشه اتفاق نمی‌افتد که بعد از ۸۰ سال بفهمید مادرتان قهرمان المپیک بوده‌است. او حتی خودش هم این مسئله را نمی‌دانست و فقط به ما گفته بود نفر اول مسابقات قهرمانی گلف پاریس شده‌است.» در سال ۱۹۹۶، ابوت ورزشکار برجستهٔ بازی‌های المپیک ۱۹۰۰ در برنامهٔ رسمی بازی‌های المپیک آتلانتا بود. گلف پس از بازی‌های المپیک ۱۹۰۴، تا سال ۲۰۱۶ در این بازی‌ها گنجانده نشد. نیویورک تایمز در سال ۲۰۱۸ آگهی ترحیم دیرهنگام وی را منتشر کرد.

## یادداشت
1. ↑  هندی‌کپ یا امتیاز تعادلی به بازیکنان سطوح مختلف اجازه می‌دهد که با یکدیگر به رقابت بپردازند. هندی‌کپ بر اساس تعداد ضرباتی که بازیکن در یک دور بازی از «پار» تجاوز می‌کند، تعیین می‌شود.
2. ↑  اولین مرحله یا حرکت در سوئینگ (تاب دادن چوب گلف برای زدن ضربه به توپ) که کلاب (وسیله‌ای برای زدن توپ) به‌سمت عقب و روبه‌بالا می‌رود.
3. ↑  عنوان آن "Prix de la ville de Compiègne" بود.
4. ↑  روش امتیازدهی بر مبنای تعداد ضربات
5. ↑  نفرات سوم تا دهم به ترتیب ابی پرت، مادام فرومون-موریس، الن ریچاردز ریجوی، مادلین فورنیه-سارلووز، ماری ابوت، بارون لوسیل د فاین، رز ژیلبر و ای. برون بودند.[۲۴]
6. ↑  رقابت انفرادی زنان بین ده نفر (پنج نفر با ملیت آمریکایی و پنج نفر با ملیت فرانسوی) برگزار شد.[۲۵]

## واژه‌نامه
1. ↑  Charles Dana Gibson
2. ↑  Mary Perkins Ives Abbott
3. ↑  Charles Ives Abbott
4. ↑  Chicago Herald
5. ↑  Chicago Golf Club
6. ↑  Charles B. Macdonald
7. ↑  H. J. Whigham
8. ↑  Washington Park
9. ↑  Handicap
10. ↑  A Woman's Paris: A Handbook of Every-day Living in the French Capital
11. ↑  1900 Paris Exposition
12. ↑  Golf Illustrated
13. ↑  Stroke
14. ↑  Femina Cup
15. ↑  Finley Peter Dunne
16. ↑  Paula Welch
17. ↑  Golf Digest